# Primeiro-ministro das Filipinas
O Primeiro-Ministro das Filipinas (em filipino: punong ministro ng Pilipinas) foi a designação oficial do chefe do governo (enquanto o presidente das Filipinas era o chefe de estado) das Filipinas de 1978 até a Revolução do Poder Popular em 1986. Durante a lei marcial e a quarta república, o primeiro-ministro serviu como chefe das Forças Armadas das Filipinas.  Uma versão limitada deste cargo, oficialmente conhecida como presidente do Conselho de Governo, existiu temporariamente em 1899 durante a Primeira República das Filipinas.
Salvador Laurel serviu simultaneamente como o último primeiro-ministro e o primeiro vice-presidente pós- lei marcial das Filipinas de 25 de fevereiro a 25 de março de 1986, após o que continuou a servir apenas como vice-presidente até 1992.

## História

### Primeira criação (1899)

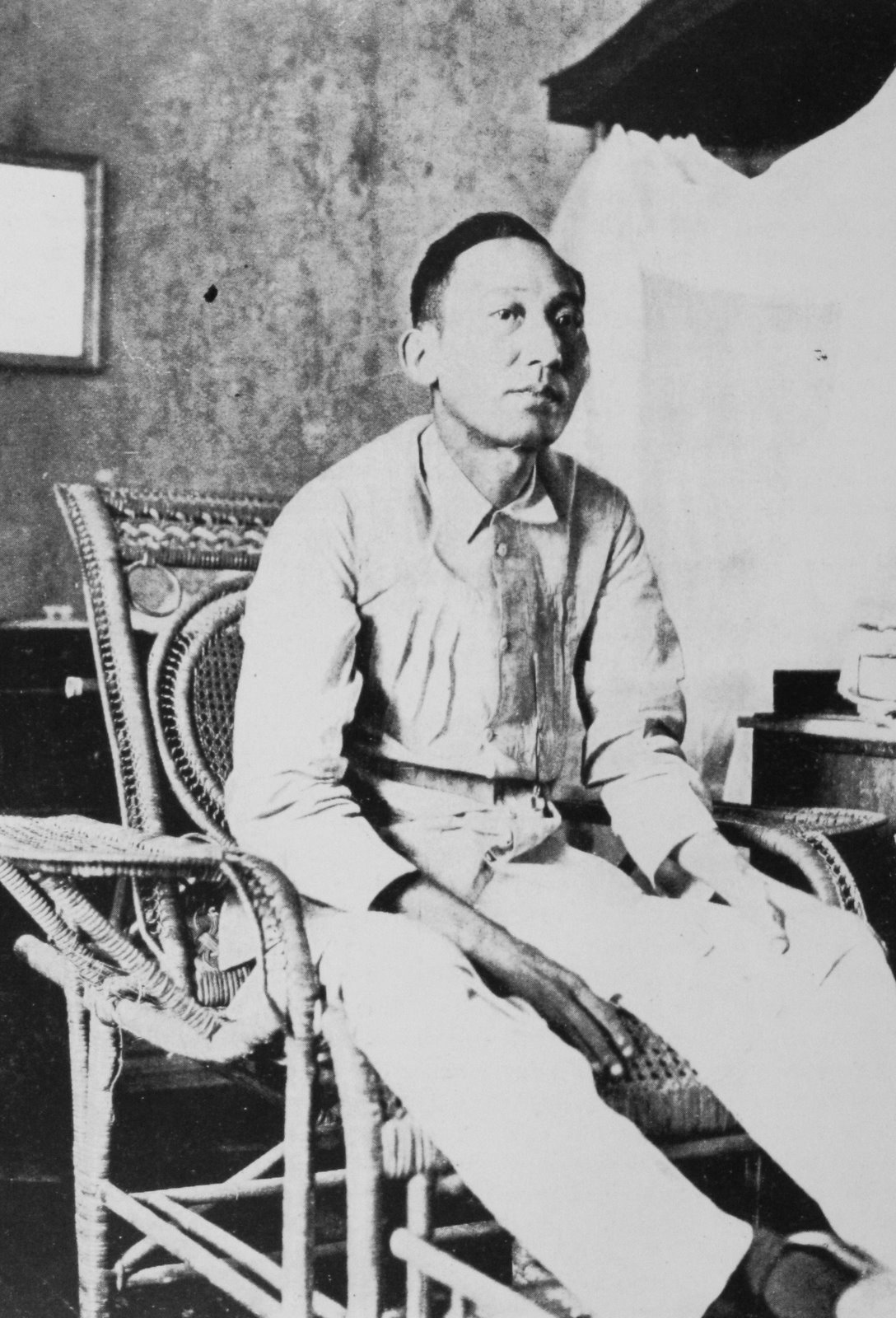
Apolinario Mabini, primeiro presidente do Conselho de Governo, equivalente relativo ao cargo de primeiro-ministro.

A Constituição das Filipinas de 1899 criou o cargo de Conselho de Governo (em castelhano: Consejo de Gobierno) que era composto por sete secretários e um presidente do Conselho (em castelhano: presidente del Consejo de Gobierno).  O presidente do governo revolucionário liderado por Emilio Aguinaldo, nomeou seu assessor e secretário de Relações Exteriores Apolinario Mabini como o primeiro presidente do Conselho de Governo por meio de um decreto emitido em 2 de janeiro de 1899.  Mabini também se tornou o ministro das Relações Exteriores da república. O presidente do Conselho era de facto equivalente a um primeiro-ministro.   
Em 10 de dezembro de 1898, a guerra em curso entre os Estados Unidos e a Espanha foi concluída com a Espanha desistindo de todos os direitos sobre Cuba e entregando as Filipinas, Guam e Porto Rico aos Estados Unidos.  Dois dias depois, Aguinaldo ordenou que seu advogado Felipe Agoncillo contestasse o status filipino como uma nação independente e não mais uma colônia espanhola desde a declaração de independência em 12 de junho de 1898.  Os Estados Unidos não reconheceram a soberania filipina. Isso levou a um sério conflito com a República Filipina estabelecida em 23 de janeiro de 1899 em Malolos. Em 30 de janeiro, Aguinaldo despachou Agoncillo novamente, desta vez para o Senado dos Estados Unidos, para pressioná-los a reconsiderar seus planos e, em vez disso, reconhecer formalmente a independência filipina. 
Nos meses seguintes, Mabini foi pressionado por problemas políticos, como a negociação para encerrar as hostilidades entre filipinos e as forças americanas deixadas nas Filipinas após a guerra. Após o fracasso em chegar a acordos bem-sucedidos com o exército dos EUA para garantir um cessar-fogo, o primeiro tiro da Guerra Filipino-Americana estourou em 4 de fevereiro de 1899.  O governo foi forçado a desocupar Malolos e transferir a sede da administração de um lugar para outro. Mabini, que foi pressionado então por seus adversários políticos e pelo fracasso em alcançar a paz, renunciou em 7 de maio de 1899. 
Um dos adversários políticos que pressionaram Mabini a deixar o cargo foi Pedro Paterno, presidente do Congresso da República desde 15 de setembro de 1898. Ele se opôs ao plano ofensivo de Mabini para conter os ataques dos Estados Unidos durante a guerra, então propôs planos de paz com os americanos a Aguinaldo, de modo que as Filipinas seriam um protetorado dos Estados Unidos com total autonomia. Mabini se opôs a isso. A tensão levou Aguinaldo a considerar a dissolução do gabinete de Mabini, com o que Mabini concordou. 

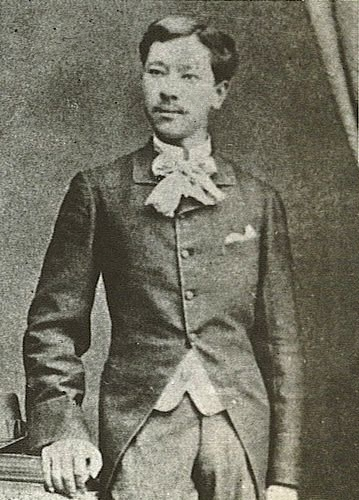
Pedro Paterno sucedeu Mabini em maio de 1899. Suas ações levaram à declaração de guerra contra os Estados Unidos no mês seguinte.

No dia seguinte, 8 de maio, Aguinaldo nomeou Paterno presidente do Conselho de Governo.  Uma de suas primeiras ações durante seu mandato foi redigir uma cópia do "Plano de Autonomia" para a Comissão Schurman, solicitando um acordo de paz com o governo dos EUA. Este documento também declara que os filipinos estão prontos para abandonar a ideia de independência e aceitar a soberania dos EUA sobre o arquipélago. 
Enquanto isso, a tomada do governo revolucionário por Paterno e suas ações em relação à Comissão Schurman enfureceram o General Antonio Luna, o comandante do Exército Filipino. Ele ordenou a prisão de Paterno e outros membros do Gabinete, mas isso não foi realizado.  Devido às suas ações, Paterno foi forçado a escrever um manifesto em 2 de junho de 1899, declarando formalmente a guerra contra os Estados Unidos.   Em 5 de junho, Luna foi assassinado em Nueva Ecija, um dos supostos motivos de seu assassinato foi devido a este conflito com Paterno. 
Durante a guerra, a sede de Aguinaldo mudou de lugar para o norte, à medida que os americanos se tornavam agressivos. Em 13 de novembro de 1899, Paterno foi capturado pelas forças dos EUA em Benguet, encerrando assim seu mandato como presidente do Conselho.  Aguinaldo, no entanto, não nomeou um sucessor para Paterno na urgência da situação. Em 21 de junho de 1900, Paterno, como prisioneiro de guerra, aceitou a anistia concedida pelo governador militar General Arthur MacArthur Jr. e finalmente jurou lealdade aos Estados Unidos junto com outros membros do governo de Aguinaldo. 
De 1899 a 1901, o poder executivo americano nas Filipinas foi exercido por governadores militares. Quando Aguinaldo foi capturado pelo General Frederick Funston em 23 de março de 1901 em Palanan, Isabela, o país foi então governado por governadores civis até o estabelecimento formal da Comunidade Autônoma em 15 de novembro de 1935. A Constituição de 1935, que descreve o funcionamento da Comunidade, não prevê a retomada do cargo de presidente do Conselho de Governo ou a criação de qualquer cargo relacionado. Isso continuou até a Terceira República.

### Segunda criação (1978–1986)

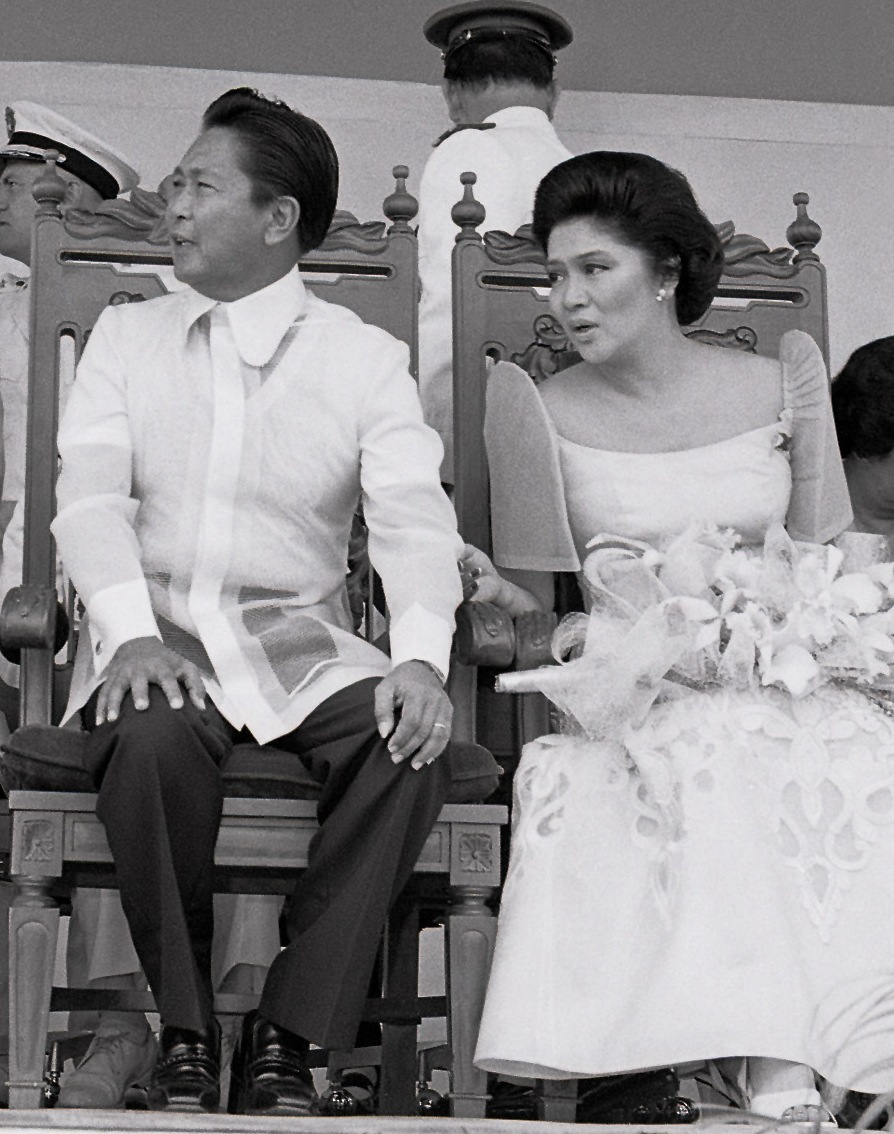
Primeiro-ministro Ferdinand Marcos e primeira-dama Imelda Marcos em 1979.

Em 1976, o presidente Ferdinand Marcos emitiu os decretos presidenciais 991 e 1033 convocando um referendo constitucional, marcado para 16 de outubro de 1976. Os eleitores foram questionados se queriam suspender a lei marcial em vigor desde 1972; a maioria aprovou sua continuação. Além disso, foi redigida e ratificada a Sexta Emenda à Constituição de 1973, que fundiu os poderes legislativo e executivo no cargo de presidente. Uma de suas disposições na época da ratificação era que o presidente deveria obter o título de primeiro-ministro, recriando assim o cargo após 1899.  Marcos, que simultaneamente como presidente, continuou a exercer os poderes investidos no presidente pela Constituição de 1935. A emenda também criou a legislatura unicameral conhecida como Batasang Pambansa Interina (Assembleia Nacional Interina ou IBP), bem como uma disposição que determina que o presidente-primeiro-ministro exercerá poderes legislativos até que a lei marcial seja levantada.  
Em 7 de abril de 1978, a primeira eleição para o Batasang Pambansa foi realizada desde a abolição do Congresso bicameral pela Constituição de 1973. 150 dos 165 cargos eleitos do parlamento foram dominados pelo partido governante de Marcos, o Kilusang Bagong Lipunan (Movimento da Nova Sociedade).  Em 12 de junho, o IBP foi inaugurado, o que também confirmou a posição de Marcos como primeiro-ministro das Filipinas. 
Após sua posse para um terceiro mandato presidencial em 30 de junho de 1981, Marcos renunciou formalmente aos seus poderes como primeiro-ministro. Ele nomeou o então ministro das finanças Cesar Virata para sucedê-lo no cargo durante a abertura da quarta sessão regular do IBP em 27 de julho de 1981. Virata, sobrinho-neto do ex-presidente Emilio Aguinaldo,  anteriormente representou o país no Conselho de Governadores do Banco Mundial.  Até a Revolução do Poder Popular de 1986, Virata ocupou esta posição. Foi conjecturado que Marcos concedeu seu posto de primeiro-ministro a Virata por causa da distância deste último da política convencional. Além de ser ministro das finanças de Marcos, Virata não era uma ameaça política. 

### Abolição
Após sua ascensão no final de fevereiro de 1986, Corazon Aquino nomeou seu vice-presidente e companheiro de chapa Salvador Laurel para suceder Virata em seu governo revolucionário.  No entanto, o cargo de primeiro-ministro foi posteriormente abolido em março de 1986 com o lançamento da Proclamação nº 3, ou "Constituição da Liberdade". 
A Constituição de 1987, subsequente e atualmente em vigor, não contém disposições para tal posição, já que o presidente agora é chefe de governo e chefe de estado.

## Poderes e deveres

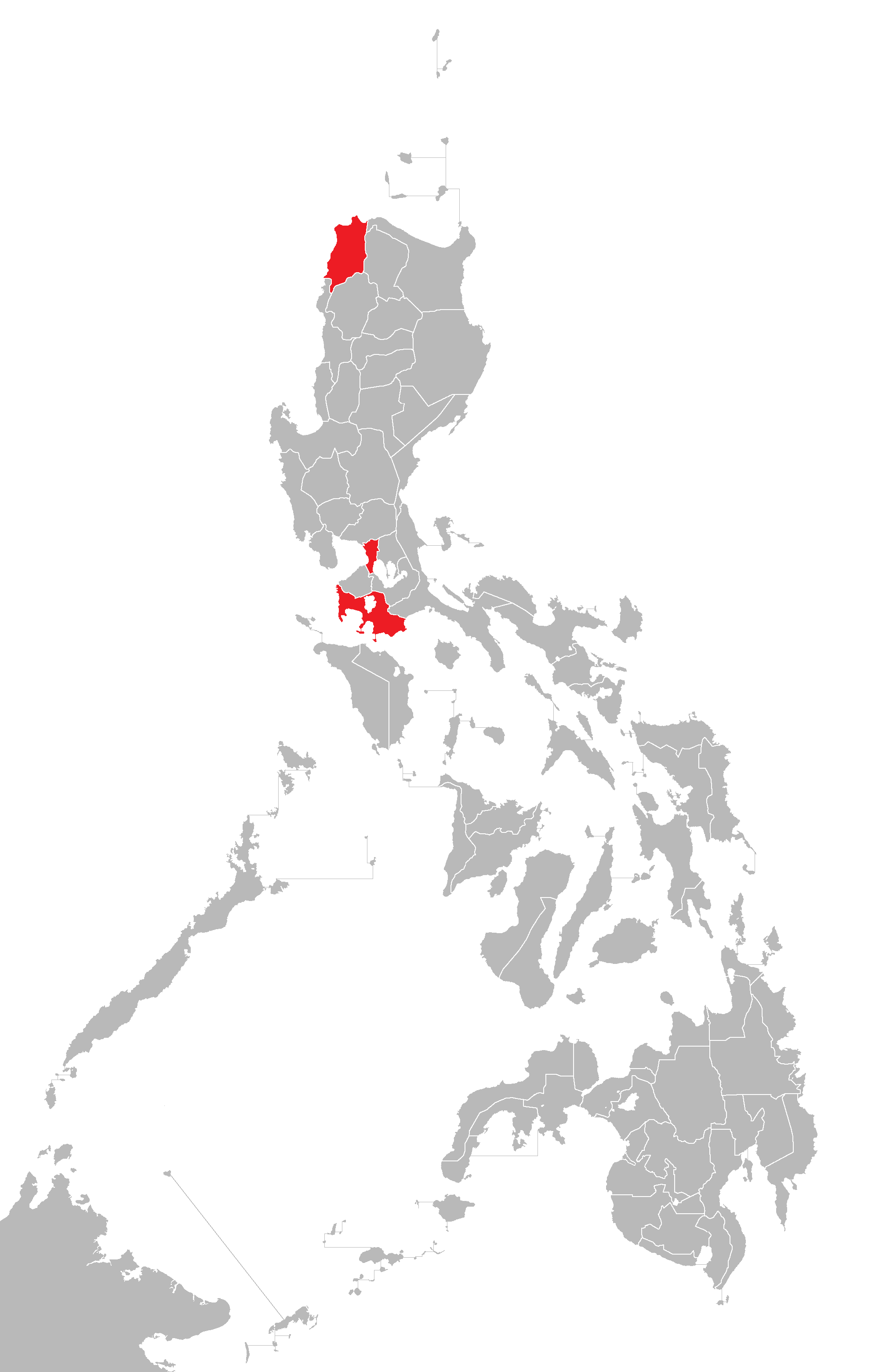
Mapa das Filipinas destacando o local de nascimento dos primeiros-ministros.

O cargo de presidente do Conselho de Governo foi criado pela Constituição das Filipinas de 1899, no Título IX, com a função de chefe dos secretários do presidente da República.  O presidente do Conselho não era o chefe de governo, pois a constituição conferia o poder executivo ao Presidente da República. A função do presidente do Conselho foi definida no decreto de 2 de janeiro de 1899, estabelecendo o primeiro Conselho com Mabini, simultaneamente Secretário de Relações Exteriores, como seu presidente. O presidente do Conselho era encarregado de "convocar e executar o conselho do mesmo; inspecionar os Secretários, para que mantenham a ordem; e administrar a correspondência com o Congresso, a Suprema Corte de Justiça e representantes de governos estrangeiros". 
A Constituição de 1973 forneceu poderes e deveres claros para o primeiro-ministro, começando na administração de Ferdinand Marcos. O Artigo IX, Seção 3 da Constituição de 1973 descreve a qualificação primária de um indivíduo para se tornar primeiro-ministro: ele deve ser membro do Batasang Pambansa Interino.  Para se tornar membro do Batasang Pambansa Interino, é preciso ser cidadão qualificado da república e ter sido eleito pelo distrito popular que representará na assembleia.  Embora a nomeação do primeiro-ministro esteja exatamente escrita na constituição, o primeiro-ministro está isento de impeachment,  abrindo caminho para quem quer que seja o primeiro-ministro, por um período indeterminado.  Por outro lado, o primeiro-ministro e seu vice podem deixar o cargo por vontade própria.  No entanto, tal como acontece noutros parlamentos, o Batasang Pambansa só pode retirar a sua confiança ao primeiro-ministro se eleger um sucessor por maioria de votos de todos os seus membros. 
Além de ser o chefe de governo, o primeiro-ministro também preside seu Gabinete. Ele tem o poder de nomear membros do Gabinete, geralmente da Assembleia Nacional. Da mesma forma, ele também tem a prerrogativa de destituí-los a seu critério.
Ele também tem os seguintes poderes e deveres:
- Nomear o vice-primeiro-ministro, que terá poderes conferidos pelo primeiro-ministro; [39]
- Apresentar o programa e o estado do governo à Assembleia Nacional no início de cada sessão ordinária; [40]
- Controlar todos os ministérios previstos em lei; [41]
- Chefiar as Forças Armadas das Filipinas como seu comandante-chefe; [42]
- Nomear os chefes dos departamentos e gabinetes governamentais e promover os brigadeiros-generais e os comodoros das Forças Armadas; [42]
- Conceder indultos, comutações e perdões; perdoar multas e perdas após condenação final; e conceder amnistias com a permissão da Assembleia Nacional, exceto no momento do impeachment; [43] e
- Garantir empréstimos estrangeiros e locais da República. [44]

Na Secção 16, foi também mencionado que todos os poderes anteriormente conferidos pela Constituição das Filipinas de 1935 ao presidente da república serão transferidos para o primeiro-ministro, a menos que a Assembleia Nacional os forneça.  Isto inclui o poder do primeiro-ministro de assinar e criar tratados e acordos estrangeiros, bem como a nomeação de embaixadores e cônsules com a permissão da Comissão de Nomeações. 
No entanto, após as emendas à Constituição de 1973 em 1981, que criaram uma chamada forma de governo parlamentar modificada, que tem alguns tipos de semipresidencialismo, a ser modelada após a do Peru, a maioria dos poderes executivos detidos pelo primeiro-ministro foram restaurados ao presidente, que seria eleito diretamente pelo povo e tem controle total sobre os ministérios como chefe do executivo, aquele que determinaria as políticas nacionais e externas do país e que comanda as forças armadas. O presidente retém o direito de emitir decretos com força de lei a qualquer momento, de acordo com a Emenda nº 6 à referida Constituição, ratificada em 1976. O primeiro-ministro ainda foi mantido como chefe do Gabinete, mas seu poder foi relegado à supervisão dos ministérios. O primeiro-ministro será eleito pela maioria de todos os membros do Batasang Pambansa, mediante nomeação do presidente. O primeiro-ministro é responsável, juntamente com o Gabinete, perante o Batasang Pambansa por um programa de governo que deve ser aprovado primeiro pelo presidente. 
Pelo Decreto Executivo nº 708, emitido em 27 de julho de 1981, os poderes do primeiro-ministro foram ampliados, especialmente em relação à supervisão desses ministérios. O primeiro-ministro foi incumbido de assumir o comando e a gestão da administração cotidiana e dos detalhes do governo, coordenar as atividades dos ministérios e agir em todos os assuntos delegados pelo presidente, sem a necessidade de indicar a frase "Pela Autoridade do Presidente". Em 1984, o primeiro-ministro também foi incumbido de chefiar um Comitê Permanente do Gabinete, criado para auxiliar o presidente em suas funções, sempre que este o presidisse, e, como presidente do comitê, foi nomeado seu executivo para executar suas decisões e ações. 

## Insígnia
O selo oficial do primeiro-ministro, usado em relatórios ministeriais e exibido no gabinete, apresenta um triângulo equilátero branco com caracteres Baybayin estilizados (possivelmente denotando as sílabas iniciais do título em filipino: Punong Ministro  as letras Baybayin em evidências fotográficas remanescentes mostram os caracteres "pi" e "mi" em vez de "pu"), cercado por raios radiantes e três estrelas brancas de cinco pontas, tudo dentro de um círculo azul. Este é circundado por um anel branco com as palavras SEAL OF THE PRIME MINISTER na parte superior e PHILIPPINES na parte inferior, tudo dentro de um sol filipino azul, inserido dentro de um círculo amarelo. A bandeira do primeiro-ministro consiste no selo em um campo amarelo. 

## Escritório
Os escritórios do primeiro-ministro estavam localizados na Casa Executiva (anteriormente conhecida como Edifício Legislativo antes da abolição do Congresso bicameral em 1972, agora o Museu Nacional de Belas Artes). 

## Lista de primeiros-ministros
| N.°                                                       | Retrato                                          | Nome Constituinte (Nascimento–Morte)               | Início                                           | Fim do Mandato                                   | Mandato                                          | Partido                                          | Partido                                          | Eleição                                          | Presidente       |
| --------------------------------------------------------- | ------------------------------------------------ | -------------------------------------------------- | ------------------------------------------------ | ------------------------------------------------ | ------------------------------------------------ | ------------------------------------------------ | ------------------------------------------------ | ------------------------------------------------ | ---------------- |
| 1                                                         |                                                  | Apolinario Mabini (1864–1903)                      | 23 de janeiro de 1899                            | 7 de maio de 1899                                | 114 dias                                         |                                                  | Apartidário                                      | 1898                                             | Emilio Aguinaldo |
| 2                                                         |                                                  | Pedro Paterno Delegado de Ilocos Norte (1878–1961) | 8 de maio de 1899                                | 13 de novembro de 1899                           | 189 dias                                         |                                                  | Apartidário                                      | –                                                | Emilio Aguinaldo |
| Vago (13 de novembro de 1899–19 de abril de 1901)         |                                                  |                                                    |                                                  |                                                  |                                                  |                                                  |                                                  |                                                  | Emilio Aguinaldo |
| Cargo abolido (19 de abril de 1901–17 de janeiro de 1973) |                                                  |                                                    |                                                  |                                                  |                                                  |                                                  |                                                  |                                                  |                  |
| Vago (17 de janeiro de 1973–12 de junho de 1978)          | Vago (17 de janeiro de 1973–12 de junho de 1978) | Vago (17 de janeiro de 1973–12 de junho de 1978)   | Vago (17 de janeiro de 1973–12 de junho de 1978) | Vago (17 de janeiro de 1973–12 de junho de 1978) | Vago (17 de janeiro de 1973–12 de junho de 1978) | Vago (17 de janeiro de 1973–12 de junho de 1978) | Vago (17 de janeiro de 1973–12 de junho de 1978) | Vago (17 de janeiro de 1973–12 de junho de 1978) | Ferdinand Marcos |
| 3                                                         |                                                  | Ferdinand Marcos (1917–1989)                       | 12 de junho de 1978                              | 30 de junho de 1981                              | 3 anos, 18 dias                                  |                                                  | KBL                                              | 1978                                             | Ferdinand Marcos |
| 4                                                         |                                                  | Cesar Virata MP por Cavite (após 1984) (1930–)     | 28 de julho de 1981                              | 25 de fevereiro de 1986                          | 4 anos, 212 dias                                 |                                                  | KBL                                              | –                                                | Ferdinand Marcos |
| 4                                                         | 1984                                             | Cesar Virata MP por Cavite (após 1984) (1930–)     | 28 de julho de 1981                              | 25 de fevereiro de 1986                          | 4 anos, 212 dias                                 |                                                  | KBL                                              |                                                  | Ferdinand Marcos |
| 5                                                         |                                                  | Salvador Laurel (1928–2004)                        | 25 de fevereiro de 1986                          | 25 de março de 1986                              | 28 dias                                          |                                                  | UNIDO                                            | –                                                | Corazón Aquino   |
| Cargo abolido (desde 25 de março de 1986)                 |                                                  |                                                    |                                                  |                                                  |                                                  |                                                  |                                                  |                                                  |                  |

## Vice-primeiro-ministro das Filipinas
O Vice-Primeiro-Ministro das Filipinas foi o vice-chefe de governo e o segundo membro mais graduado do Gabinete das Filipinas de 1978 a 1986. O vice-primeiro-ministro era mandatado para desempenhar as funções que lhe eram atribuídas ou para exercer as funções deste durante os períodos de ausência. Durante o horário de perguntas no Batasan, o vice-primeiro-ministro podia substituí-lo para responder a perguntas legislativas e participar de interpelações. 
Após as emendas de 1981 à Constituição de 1973, o presidente recebeu o poder de nomear um vice-primeiro-ministro dentre os membros do Batasan, sujeito à eleição pela maioria de seus membros. Antes disso, uma emenda à constituição original, em 1976, permitia ao presidente nomear quantos vice-primeiros-ministros considerasse necessário. 
Houve apenas dois ocupantes do cargo durante toda a existência do cargo antes de sua extinção, juntamente com o cargo de primeiro-ministro. Cesar Virata serviu simultaneamente como vice-primeiro-ministro e ministro das Finanças do presidente Marcos de 1978 a 1981. Ele é o único vice-primeiro-ministro a ter sido nomeado primeiro-ministro posteriormente. 
O último vice-primeiro-ministro foi José Roño, que também atuou como ministro do governo local e líder da maioria no Partido Regular Batasang Pambansa, até que todos os cargos vinculados ao cargo de primeiro-ministro foram abolidos em 1986, após a promulgação da Constituição da Liberdade. 

### Lista de vice-primeiros-ministros
| N.°                                       | Retrato                              | Nome Constituinte (Nascimento–Morte)                                    | Início              | Fim do Mandato      | Mandato          | Partido         | Partido | Eleição | Primeiro-ministro |
| ----------------------------------------- | ------------------------------------ | ----------------------------------------------------------------------- | ------------------- | ------------------- | ---------------- | --------------- | ------- | ------- | ----------------- |
| 1                                         |                                      | Cesar Virata (1930–)                                                    | 12 de junho de 1978 | 30 de junho de 1981 | 3 anos, 18 dias  |                 | KBL     | 1978    | Ferdinand Marcos  |
| 2                                         | Rep._Jose_A._Roño_(8th_Congress).jpg | Jose Roño MP por Região VIII (até 1984) e Samar (após 1984) (1923–2002) | 28 de julho de 1981 | 25 de março de 1986 | 4 anos, 247 dias |                 | KBL     | –       | Cesar Virata      |
| 2                                         | Rep._Jose_A._Roño_(8th_Congress).jpg | Jose Roño MP por Região VIII (até 1984) e Samar (após 1984) (1923–2002) | 28 de julho de 1981 | 25 de março de 1986 | 4 anos, 247 dias | 1984            | KBL     |         | Cesar Virata      |
| 2                                         | Rep._Jose_A._Roño_(8th_Congress).jpg | Jose Roño MP por Região VIII (até 1984) e Samar (após 1984) (1923–2002) | 28 de julho de 1981 | 25 de março de 1986 | 4 anos, 247 dias | Salvador Laurel | KBL     |         |                   |
| Cargo abolido (desde 25 de março de 1986) |                                      |                                                                         |                     |                     |                  |                 |         |         |                   |

## Estatísticas
Ex-primeiro-ministro vivo:
- Cesar Virata (1981–1986) (12 de dezembro de 1930) — 94 anos

, 248 dias

Lista de primeiros-ministros por idade no início do mandato:
- Ferdinand Marcos – 60 anos, 274 dias
- Salvador Laurel – 57 anos, 99 dias
- Cesar Virata – 50 anos, 200 dias
- Pedro Paterno – 41 anos, 69 dias
- Apolinario Mabini – 34 anos, 163 dias

Lista de primeiros-ministros por mandato:
- Cesar Virata (1981–1986) — 4 anos, 240 dias
- Ferdinand Marcos (1978–1981) — 3 anos, 18 dias
- Apolinario Mabini (1899) — 184 dias
- Pedro Paterno (1899) — 131 dias
- Salvador Laurel (1986) — 28 dias